# Гай Касий Регалиан
Гай Касий Регалиан (на латински: Gaius Cassius Regallianus) е през 202 г. суфектконсул заедно с Тит Мурений Север.
Консулът Регалиан и неговият колега Мурений Север са напълно непознати до намерената през 2001 г. и публикувана военна диплома (diploma militaris). Особено интересно е откритото име Cognomen „Regal(l)ianus“, което носи и узурпаторът против император Галиен: Регалиан, който през 260 г. в Дунавската област се издига против Галиен.
Консулът Регалиан е може би от рода на узурпатора, управителят Регалиан на Панония и Долна Мизия, с ранг сенатор.